# Джеферсън (окръг, Алабама)
Вижте пояснителната страница за други населени места с името Джеферсън.
Окръг Джеферсън (на английски: Jefferson County) е окръг в щата Алабама, Съединени американски щати. Площта му е 2911 km², а населението – 674 721 души (1 април 2020). Административен център е град Бирмингам.